# LSR Group
Die LSR Group (russisch Группа ЛСР) ist ein europaweit agierendes, russisches Unternehmen mit Sitz in Sankt Petersburg.
Das Unternehmen ist in der Bau- und Immobilienwirtschaft tätig. LSR Group wurde 1993 gegründet. Im Unternehmen sind rund 15.500 Mitarbeiter beschäftigt. Das Unternehmen ist an der Börse in Moskau im RTS-Index gelistet.

## Geschichte
Die LSR-Gruppe ist eine offene Aktiengesellschaft und 100%iger Eigentümer der wichtigsten Konzerngesellschaften und Unternehmen.
Im November 2007 bot das Unternehmen 12,5 % ihres Grundkapitals für den Handel an der London Stock Exchange und MICEX durch IPO mit erhöhten US $ 772.000.000. Nach dem Angebot der Gesellschaft stieg die Kapitalisierung auf 6,8 Milliarden Dollar.
Im April 2010 bot das Unternehmen 10 % des Grundkapitals für den Handel an der London Stock Exchange und MICEX durch SPO mit erhöhten US $ 398.100.000 (einschließlich der Aufwendungen für das Angebot).